# Jussara roseus
Jussara roseus is een hooiwagen uit de familie Sclerosomatidae.